# Петров Микола Олексійович
Микола Олексійович Петров (рос. Николай Алексеевич Петров; 24 вересня 1999, Тоскаєво, Росія — 15 березня 2023, Авдіївка, Україна) — російський офіцер, старший лейтенант ЗС РФ (лютий 2023). Герой Російської Федерації.

## Біографія
В 2017 році закінчив Яльчинську середню загальноосвітню школу, після чого вступив в Московське вище загальновійськове командне училище. Після закінчення училища в 2021 році призначений командиром мотострілецького взводу 136-ї окремої мотострілецької бригади. З 24 лютого 2022 року брав участь у вторгненні в Україну, командир 2-го мотострілецького взводу своєї бригади. Учасник боїв в Запорізькій і Донецькій областях. Загинув у бою. 14 квітня 2023 року був похований в рідному селі.

## Нагороди
- Медаль «100 років Московському ВЗКУ»
- Медаль «За бойові заслуги»
- Медаль «За участь у військовому параді на День Перемоги» — нагороджений тричі.
- Орден Мужності (17 січня 2023)
- Звання «Герой Російської Федерації» (7 липня 2023, посмертно) — «за мужність і героїзм, проявлені під час виконання військового обов'язку.» 21 серпня медаль «Золота зірка» була передана рідним Петрова главою Чуваської Республіки Олегом Ніколаєвим.